# Blaumut
Blaumut es una formación musical de Cataluña que combina el folk con el pop, la música clásica y la canción de autor.
El nombre «Blaumut» proviene de la canción "Islàndia" de su primer disco El turista. La atmósfera de sus canciones la forman letras llenas de imágenes y sonidos con arreglos de diversos instrumentos clásicos de cuerda.

## Trayectoria
Vassil Lambrinov y Xavi de la Iglesia empiezan a hacer grabaciones caseras en el 2003 haciendo pruebas y experimentando con diferentes sonidos. A partir del 2009 el grupo empieza a actuar en pequeños escenarios de Barcelona. Firman un contrato discográfico con Picap en el año 2011, publicando su primer álbum El turista en septiembre de año siguiente.
Desde la publicación de su primer álbum y hasta el momento, la formación ha experimentado un crecimiento continuo gracias a su primer éxito «Pa amb oli i sal» consiguiendo por ser el sonido de ambiente de los descansos entre la primera y segunda parte de los partidos de fútbol del FC Barcelona en el Camp Nou o incluso por sus apariciones regulares en todas las emisoras de radio fórmula catalanas. El turista refleja una «manera de hacer del nuevo grupo: tranquila y optimista».
En septiembre de 2013 fueron galardonados con el Premio Cerverí por su versión musical del poema "I beg your pardon", de Salvador Espriu. En 2021, abandona la banda el batería Manel Pedrós, quien sugiere la incorporación del percusionista Toni Pagès. En octubre de 2024 el quinteto publica su sexto disco: Abisme.

## Discografía
- Discos de larga duración

1. El turista (2012)
2. El primer arbre del bosc (2015)
3. El segon arbre del bosc, EP (2015)
4. Equilibri (2017)
5. 0001 (2020)
6. Olímpica i Primavera (2022)
7. Abisme (2024)

- Singles

1. I beg your pardon (2013, del disco Amb Música Ho Escoltaries Potser Millor, Picap) - Poema de Salvador Espriu
2. Coral·lí (2013, del Disc de la Marató 2013)
3. Previsions d'acostament (2016, El llibre blau de Blaumut)
4. Mil nits en vetlla (2017, del Disc de la Marató 2017) - Versión de la canción Nights in White Satin del grupo The Moody Blues.[7]
5. Com a casa (2018, promoción del Centro de Neonatologia Avanzada Hospital Universitario Valle de Hebrón)